# Il fantasma di Corleone
Il fantasma di Corleone è un film documentario del 2006 diretto da Marco Amenta.

## Descrizione
Il film è una indagine che ricostruisce puntualmente la storia del boss dei boss Bernardo Provenzano: dalla scalata ai vertici della Cupola sino alla fine della sua lunghissima latitanza. Un intenso e doloroso road movie tra inquietanti testimonianze, deposizioni processuali, dichiarazioni di giudici, avvocati e investigatori, scandito da scene di inseguimento ricostruite con il passo di un thriller. La latitanza quarantennale del capo di Cosa Nostra si interrompe l'11 aprile 2006 quando Provenzano viene arrestato in un casolare vicino a Corleone.

Il documentario inizia con l'attentato dinamitardo che uccise Giovanni Falcone e con il discorso di Papa Wojtyla, contro la scia di assassinii, compiuti dalla mafia, per il controllo dell'estorsione, del mercato della droga e contro la legalità in cui, specialmente la magistratura, vuole mantenere lo Stato Italiano. Segue un'intervista a Roberto Scarpinato e Guido Lo Forte, Procuratore aggiunto presso la procura di Palermo. Segue un pizzino di Bernardo Provenzano a Nino Giuffrè. Viene ricordato Sergio De Caprio, nome di battaglia Capitano Ultimo e del suo metodo di lavoro, illustrato da Giuseppe Linares, capo squadra mobile di Trapani. La gioventù di Bernardo Provenzano. La prima guerra di mafia e la seconda guerra di mafia: ascesa e caduta di Salvatore Riina.

## Strage di Capaci
La strage di Capaci, del 23 maggio 1992, nella quale viene assassinato il magistrato del pool antimafia Giovanni Falcone, da parte di Pietro Rampulla che confezionò e posizionò l'esplosivo, e Giovanni Brusca che azionò il detonatore.

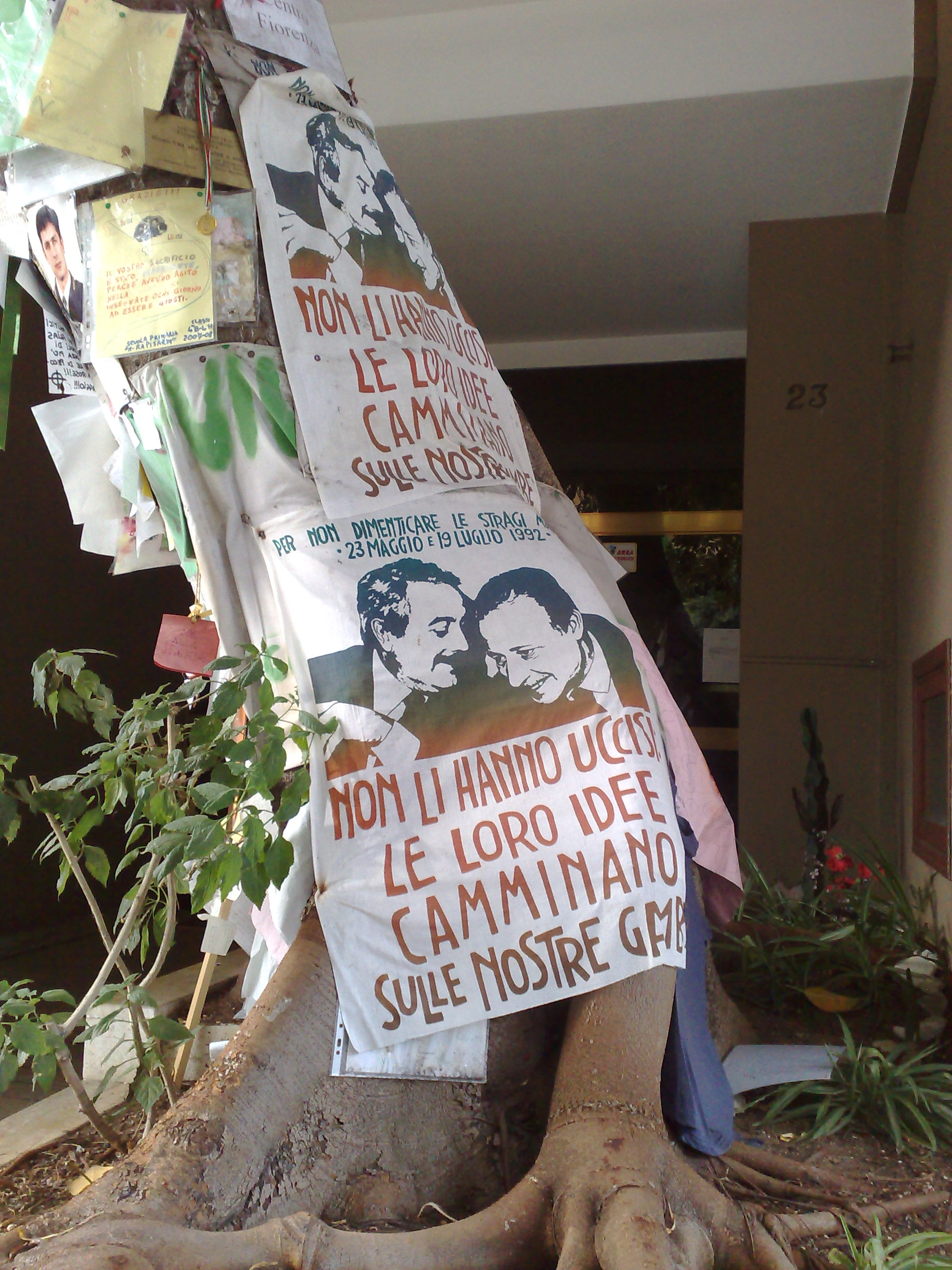
Albero Falcone, Palermo

Per la strage sono stati riconosciuti colpevoli, nel processo nel 2008 12 mafiosi, mandanti della strage: tra questi Salvatore Montalto, Giuseppe Farinella e Salvatore Buscemi, Giuseppe Madonia, Carlo Greco, Pietro Aglieri, Benedetto Santapaola, Mariano Agate.
L'indagine sulla strage ha portato a investigare sui servizi segreti e a chiedere che venisse tolto il segreto di Stato su alcuni fascicoli, per indagare sulla presunta collusione tra servizi segreti e mafia.
Il 25 maggio 1992, si sente l'accorato discorso di Rosaria, la vedova di Vito Schifani, l'agente di scorta morto assieme a Falcone, il giorno dei funerali di Falcone e degli agenti della scorta, disse ai responsabili della strage: «Io vi perdono ma vi dovete inginocchiare».
Nel discorso ad Agrigento, il 9 maggio 1993, il Pontefice Giovanni Paolo II, ribadì ripetutamente la dignità dell'uomo e il diritto alla vita, come fondamento di tutte le posizioni assunte in tema di morale.

## Profili
Roberto Scarpinato, nel 1992 era magistrato, Procuratore aggiunto presso la procura di Palermo, dice che:

Guido Lo Forte, Procuratore aggiunto presso la procura di Palermo dice che: 
Nel pizzino Bernardo Provenzano scrive a Nino Giuffrè che:
Giuseppe Linares, capo squadra mobile di Trapani spiega come seguendo imprese, appalti e politici, conoscendo il terreno in cui vive, si arriva alla cattura del latitante. L'operazione Golem 2, che ha portato 19 arresti a Trapani. L'operazione Peronospora del 22 gennaio 2001, ha portato all'arresto di Vincenzo Virga il braccio destro di Bernardo Provenzano.
La biografia di Bernardo Provenzano, parte da Corleone, suo luogo di nascita il 31 gennaio 1933 da una famiglia contadina povera. Diventò nel 1958 una manovalanza del boss mafioso Michele Navarra, agli ordini del suo braccio destro Luciano Liggio, fin da allora assieme ai suoi amici d'infanzia, Salvatore Riina e i fratelli Calogero Bagarella e Leoluca Bagarella.
Il 17 settembre 1963, ammazza tre uomini ed entra in clandestinità. A partire da questa data, di lui non si sa più niente, non si hanno più fotografie, diventa un fantasma.
Giuseppe Linares dice che il mafioso ha tre paure, quella di essere preso dalla polizia, quello di essere venduto da un estraneo e quella di essere tradito da un amico. Questo succede a Luciano Liggio, che venne preso a Milano, il 14 maggio 1964, in seguito ad una telefonata anonima, dal questore Angelo Mangano. La banda dei Corleonesi, sostituisce Liggio.

## Ascesa e caduta di Salvatore Riina
Il 10 dicembre del 1969, i corleonesi entrarono ufficialmente a Palermo, ponendo fine alla prima guerra di mafia con la strage di Viale Lazio, iniziando a dirigere le estorsioni agli imprenditori, ai mercati e a qualsiasi attività commerciale di una parte della città di Palermo e prendendo in mano il traffico degli stupefacenti. Avendo una struttura militare, conducono la seconda guerra di mafia, sostituendosi completamente alle famiglie palermitane che in parte vengono sterminate e in parte fuggono all'estero. Giuseppe Calderone fu ucciso e perciò primo perdente e da quindi fu uno spartiacque tra la vecchia mafia, fatta di regole d'onore ferree e la nuova mafia tutta sangue e guerra allo Stato tipica del clan dei corleonesi. Con l'omicidio del suo boss Salvatore Inzerillo, il clan Inzerillo scappò negli Stati Uniti, salvo il figlio Giuseppe Inzerillo che è rimasto per vendicare il padre, fu mutilato e ucciso. Salvatore Riina e Bernardo Provenzano ordina l'uccisione dei famigliari dei pentiti. Poi uccidono Pino Greco, Leonardo Vitale, Rosario Riccobono e poi Stefano Bontate che venne massacrato insieme al suo clan Santa Maria di Gesù. Mentre Gaetano Badalamenti fugge negli Stati Uniti e Tommaso Buscetta in Brasile e i suoi parenti vengono sterminati; quindi dopo essere stato catturato Buscetta diventò il più importante collaboratore di giustizia, perché rivelò organigrammi e piani della mafia a Giovanni Falcone a partire dal 1984 e portò al Maxiprocesso di Palermo, nel 1986. Riina resta il capo incontrastato della cupola di Palermo, quello che decide chi prende i soldi e chi no, chi deve vivere e chi deve morire. Suo fedele consigliere è Bernardo Provenzano, poi ci sono tre vice Nino Giuffrè, Matteo Messina Denaro, Salvatore Lo Piccolo e tre membri Andrea Manciaracina, Natale Buonafede e Benedetto Spera. La seconda guerra di mafia comporta 5.000 morti, comprese donne e bambini che non vengono risparmiati, perché un domani, nel giro di pochi anni, potrebbero voler vendicare il padre ucciso, una guerra feroce contro i bambini, la strage degli innocenti. Salvatore Riina detiene questo potere fino al 15 gennaio 1993, quando viene arrestato, in circostanze misteriose. Il suo posto viene preso dal capo occulto Bernardo Provenzano.

## Produzione
Prodotto e distribuito dalla Eurofilm di Simonetta Amenta, in coproduzione con ARTÈ (Francia), Mediterranea Film, ARD (Germania), nonostante la distribuzione travagliata, il film è uscito nei cinema il 30 marzo 2006, pochi giorni prima dell'arresto del boss, incassando intorno ai 30 000 euro.
Selezionato nei maggiori festival internazionali (Chicago Int.FF, Cork FF, Rio de Janeiro, Festival Internationale du Mediterranean, Annecy, Prix Italia, Noir in Festival Courmayeur, Movie eye, Syracuse FF, Pyongyang FF ecc.) ha ricevuto una menzione speciale al Mediterraneo FF ed al LiberoBizzarri FF. Nel 2006, inoltre, ha vinto il premio "Miglior Produzione" a "L'AltroCinema FF" e nell'ambito della rassegna "EtruriaCinema". Nel 2007 riceve il premio "Miglior documentario votato dal pubblico" al SalinaDocFest.
Acquistato da SKY Italia e da RAICINEMA è stato candidato ai Globi D'Oro 2006 ed ai Nastri d'Argento 2007 come "Miglior Documentario italiano".